# Lendva község
Lendva község (szlovén nyelven Občina Lendava) Szlovénia 212 (2012) alapfokú közigazgatási egységének, azaz községének egyike, központja Lendva városa.

## A községhez tartozó települések
Alsólakos, Bánuta, Benica, Csente, Felsőlakos, Göntérháza, Gyertyános, Hármasmalom, Hídvég, Hosszúfalu, Hosszúfaluhegy,  Kámaháza, Kapca, Kót, Lendva, Lendvahegy, Murarév, Petesháza, Pince, Pincemajor, Radamos,  Végfalva, Völgyifalu.